# 名古屋市立大磯小学校
名古屋市立大磯小学校（なごやしりつ おおいそしょうがっこう）は、愛知県名古屋市南区北内町にある公立小学校。

## 歴史

### 校名の由来
校名は学区の中心を貫く大磯通に由来する。

### 沿革
- 1952年（昭和27年）3月23日 - 名古屋市立呼続小学校西分校として設立[3]。
- 1953年（昭和28年）4月1日 - 名古屋市立呼続小学校より分離し、名古屋市立大磯小学校として設立[2]。

### 児童数の変遷
『愛知県小中学校誌』（1998年）によると、児童数の変遷は以下の通りである。
| 1953年（昭和28年） | 965人   |  |
| 1957年（昭和32年） | 1,192人 |  |
| 1967年（昭和42年） | 733人   |  |
| 1977年（昭和52年） | 679人   |  |
| 1987年（昭和62年） | 461人   |  |
| 1997年（平成9年）  | 336人   |  |

## 通学区域
所管する名古屋市教育委員会は、2019年（令和元年）9月1日現在、南区荒浜町1丁目から同4丁目・大磯通・北内町・塩屋町1丁目から同4丁目・城下町・曽池町・千竈通1丁目から同5丁目・戸部町1丁目から同3丁目・松池町1丁目・薬師通の各全域および、塩屋町5丁目・千竈通6丁目・戸部町4丁目・呼続四丁目の各一部を通学区域として指定している。
また、卒業後の進学先は名古屋市立新郊中学校となっている。